# Stadnina na Podolu (obraz Juliusza Kossaka)
Stadnina na Podolu − powstały w 1886 obraz autorstwa polskiego malarza Juliusza Kossaka.
Obraz znajduje się w Muzeum Narodowym w Krakowie, do którego został nabyty za 500 florenów.
Akwarela przedstawia scenę wiejską z Podola. Autor przedstawił grupę koni i wypoczywających przy ognisku chłopów w charakterystycznych strojach i nakryciach głowy. Konie są różnej maści. W lewej części obrazu znajdują się duże stogi siana.